# Joe Simpson
Joe Simpson, född 13 augusti 1960 är en engelsk bergsbestigare, författare och föredragshållare. Han är mest känd för sin bok Touching the Void som senare filmades.
Simpson föddes i Kuala Lumpur, Malaysia där hans far var stationerad vid brittiska armén. Simpson började klättra efter att ha blivit uppmuntrad av en lärare vid Ampleforth College. Vid 14 års ålder läste han boken Den vita spindeln av Heinrich Harrer om tragedin på Eigers nordvägg 1936. Han tog en universitetsexamen 1984 i engelsk litteratur och filosofi vid Edinburgs universitet.
Simpson var nära att omkomma 1985 vid en klättring i Siula Grande i peruanska Anderna tillsammans med kompanjonen Simon Yates. De gjorde en förstagångsbestigning och nådde toppen. Simpson föll och bröt benet under nedstigningen. Simspon firades, replängd för replängd, nedåt samtidigt som en storm rasade. Yates kunde inte se Simpson och vid ett tillfälle blev Simpson fritt hängande nedanför ett överhäng. Yates blev sittande och kunde, på grund av stormen, inte förstå Simpsons situation. Båda befanns sig i ett låst läge. Efter någon timme ansåg Yates att ingen av dem skulle komma levande från denna situation om han inte kom vidare varpå han skar av Simpsons rep. Yates lämnade senare platsen efter att förgäves ha letat efter sin kompanjon och betraktade honom som död.
Simpson överlevde fallet och ramlade ned i en djup glaciärspricka. Han tog sig vidare nedåt i den mörka sprickan och hittade en öppning i botten. Simpson lyckades, trots sitt brutna ben, att under flera dagar kravla sig tillbaka till baslägret. Han nådde, svårt medtagen, lägret på natten innan Yates hade beslutat sig för att lämna lägret.      
Simpson fick genomgå ett flertal svåra operationer. Trots läkarnas prognos att han aldrig skulle kunna klättra mer och sannolikt ha svårt att gå var han efter två år tillbaka och klättrade i berg.
Simpson skrev 1988 boken Touching the Void om olyckan. Den har översatts till 23 språk och sålts i nära två miljoner exemplar. Boken låg till grund för en prisbelönt drama-dokumentär med samma namn (2003) i regi av Kevin Macdonald.
Han gjorde under åren 2000 till 2003 sex misslyckade försök att bestiga Eigers nordvägg tillsammans med kompanjonen Ray Delaney. Alla avbröts på grund av svårt väder.
År 2002 skrev han boken The Beckoning Silence som 2007 inspirerade till en film med samma namn. i regi av Louise Osmond.